# Christian Baumann
Christian Baumann (25 febbraio 1995) è un ginnasta svizzero.

## Palmarès

### Europei
- 3 medaglie:
  - 1 argento (Montpellier 2015 nelle parallele simmetriche)
  - 2 bronzi (Berna 2016 a squadre; Berna 2016 nel cavallo con maniglie)